# آنتونی هاردینگ
آنتونی هاردینگ (انگلیسی: Anthony Harding؛ زادهٔ ۳۰ ژوئن ۲۰۰۰) شیرجه‌رو اهل بریتانیا است.
وی در مسابقات کشوری و بین‌المللی در مجموع برندهٔ ۲ مدال طلا، ۲ مدال نقره، ۳ مدال برنز شده است.